# Agonopterix scopariella
Espèce
Synonymes
- Depressaria atomella Zeller, 1854[1]
- Depressaria scopariella Heinemann, 1870[1]

Agonopterix scopariella est une espèce européenne de lépidoptères (papillons) de la famille des Depressariidae.

## Description
L'imago a une envergure de 18 à 23 mm. Les couleurs sont variables, mais ils ont généralement deux taches noires et deux taches blanches sur l'aile. Les taches blanches sont souvent entourées d'écailles noires. Ils volent d'août à avril.

## Répartition
On trouve Agonopterix scopariella dans la majeure partie de l'Europe, à l'exception de l'Irlande, de la majeure partie des Balkans, de l'Ukraine, de la Finlande et de la région de la Baltique.

## Écologie
La chenille consomme les plantes des espèces Calicotome villosa, Cytisus grandiflorus, Cytisus scoparius, Genista pilosa, Genista tinctoria, Laburnum anagyroides, Spartium junceum.
Elle se nourrit des rejets de la plante hôte. On trouve les chenilles de juin à fin juillet. L'espèce hiverne à l'état adulte.

## Sous-espèces
- Agonopterix scopariella calycotomella (Amsel, 1958)
- Agonopterix scopariella scopariella (Heinemann, 1870)